# 台約爾

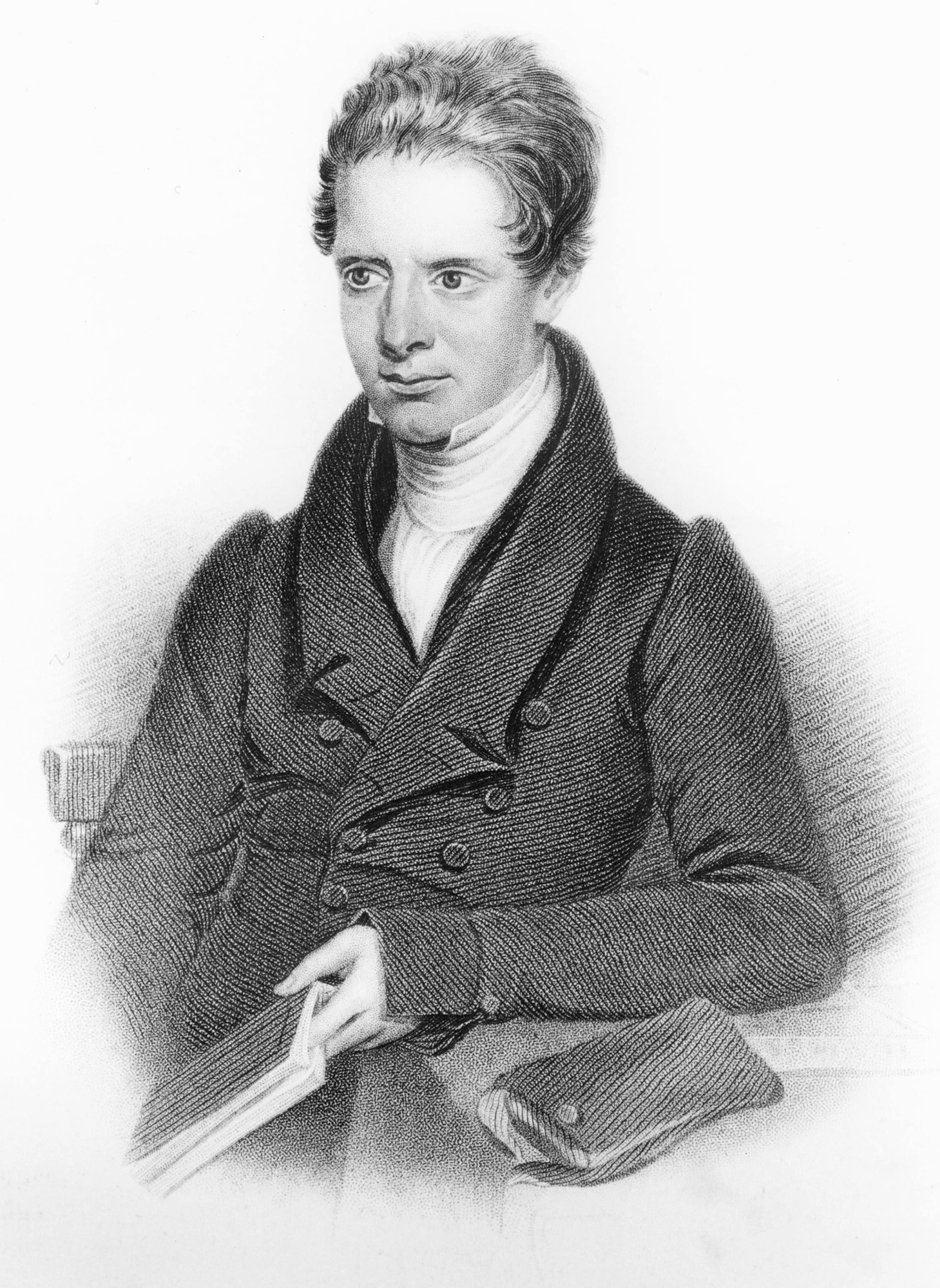
撒母耳·台約爾

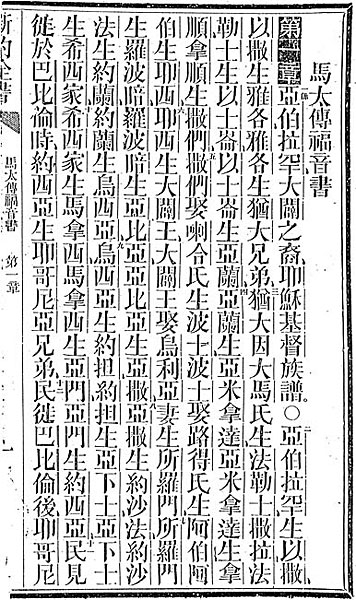
台約爾的 1833年 金属活字版马太福音

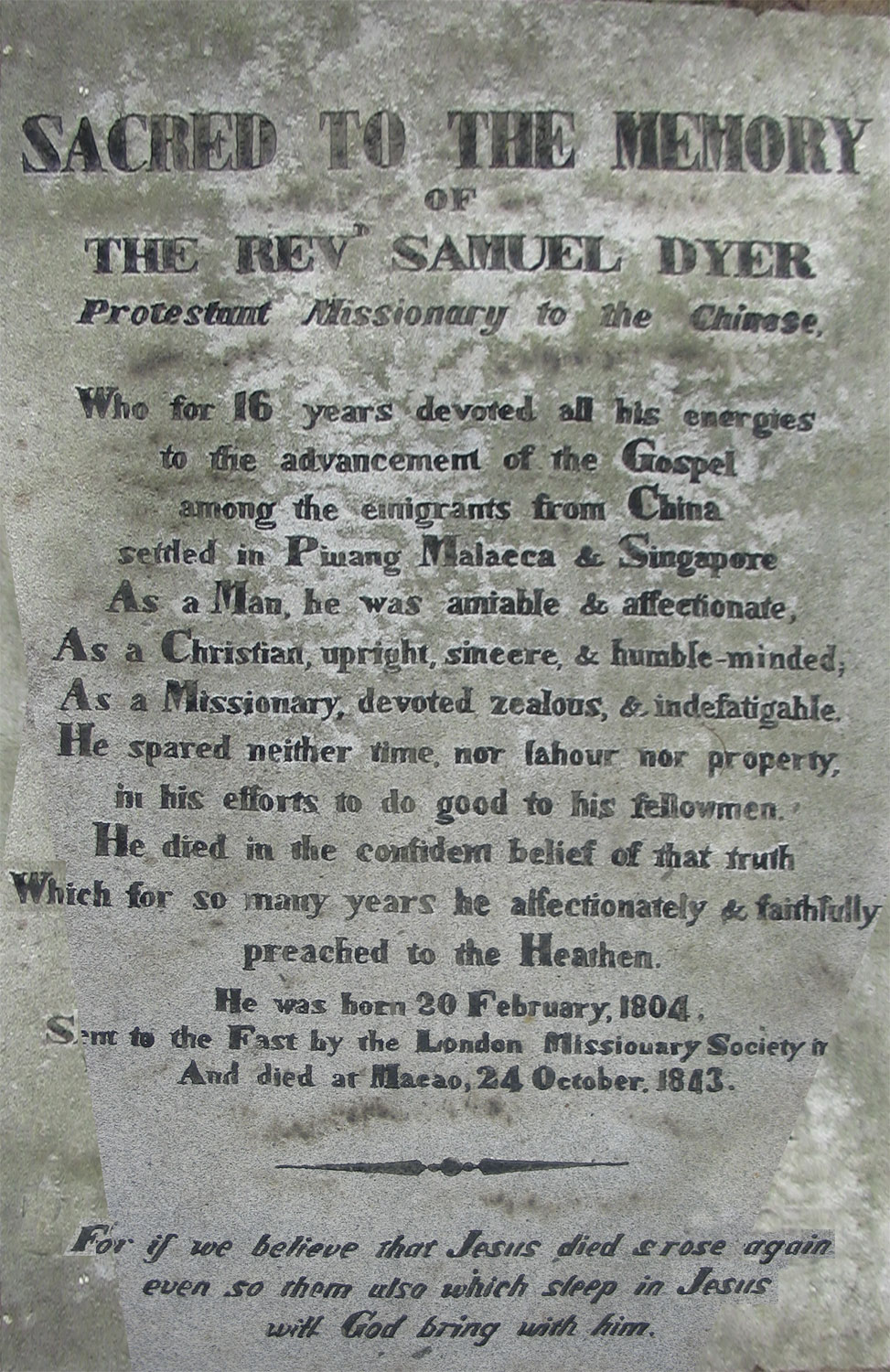
澳门基督教墳場的台约爾墓碑

台約爾（Samuel Dyer，1804年2月20日—1843年10月24日），十九世纪来华基督教传教士牧师，基督教傳教士戴德生外父。
生于英国格林威治。父亲约翰·戴耳是英国海军军官。撒母耳在1822年成为基督徒。1827年在英国被授予神职。1827年被伦敦会派往南洋向华侨传教；3月10日，离英国前往槟榔屿，8月8日抵达。撒母耳在槟榔屿用大量时间研究和完善汉字的金属活字，他设计和铸造的三千个金属汉字活字，十分精美，准确，实用。他还出版过一本汉字活字体型选编《作印集字》。台约尔在1828年底前往马六甲负责英華書院的印刷所事务，同时铸造中文活字陽文鋼模、陰文銅模、以便铸造汉字金屬活字。1839年，英國倫敦傳道會傳教士理雅各將馬六甲英華書院及其印書廠的華文活字连同三千多个活字钢模和印刷機器，全部遷往香港。香港首份華文報章《遐邇貫珍》就是用英華書院的漢字活版印刷廠印刷發行的。當時台约尔设计由英華書院鑄造的中文活字，世界聞名：俄國沙王欽差大臣、法國巴黎學會、新加坡政府、太平天國、兩廣總督、上海道台、清廷總理衙門等，都先後購買過英華書院鑄造的中文活字，或全套活字銅模，是為西人鑄造的中文鉛字傳入中國之始。
1843年7月18日，台约尔前往香港出席伦敦会的会议，并参加圣经翻译事宜大会，被任命为大会秘书。会后返回新加坡，不幸途中犯病，于10月24日在澳门不治逝世；遗体埋葬在澳门基督教墳場马礼逊墓旁。

## 著作
- 《论天》 1835年 槟榔屿
- 《福音总论》 1839年
- "Vocabulary of Hokkien Dialect", 1838, Singapore.
- A Selection of Three Thousand Characters bing the most important in the Chinese Language.《作印集字》 1834， 马六甲。
- "Aesop's Fables" (in Hokkien, 1843)